# Cleptometopus humeralis
Cleptometopus humeralis är en skalbaggsart som beskrevs av Charles Joseph Gahan 1907. Cleptometopus humeralis ingår i släktet Cleptometopus och familjen långhorningar. Inga underarter finns listade i Catalogue of Life.